# Macomer
Macomer (nombre tradicional de origen español) o Macumere (topónimo cooficial en lengua sarda) es una localidad italiana de la provincia de Nuoro, región de Cerdeña, con 10 753 habitantes, situada 572 metros sobre el nivel del mar, al pie de la cadena de Marghine, encaramada en las orillas del río S'Adde, a 57 km de Nuoro.

## Historia
Habitada desde tiempos remotos, era originalmente un asentamiento púnico (antigua Macopsissa, también nombrado por el geógrafo Ptolomeo). El origen cartaginés se refleja en el nombre de la población, compuesta de las raíces Macom (lugar) y Mer, una palabra que indica la presencia de abundante agua de manantiales.
En una cueva, situada en el área Marras, en un desfiladero del río S'Adde, fue descubierta en 1949 una estatua llamada la Venus de Macomer, que se conserva en el Museo Arqueológico Nacional de Cagliari. El artefacto que representa un estilo Diosa que datan del Paleolítico, es de aproximadamente 14 cm de altura y fue construido con piedra basáltica de la zona. Alrededor de la ciudad hay una de las zonas con mayor concentración de Nurágico, con varios de los sitios arqueológicos más importantes de Cerdeña, que se encuentra en varios lugares adyacentes a la ciudad, como para ejemplo las tumbas de los gigantes del sitio de Tamuli.
En 1478 tuvo lugar la histórica batalla entre los sardos y los aragoneses, que puso fin a la independencia de Cerdeña.
Desde 1767, bajo el Reino de Cerdeña, fue la capital del Marquesado de Marghine.
Actualmente, Macomer es un destino para los turistas que admiran el paisaje alrededor de esta ciudad.

## Evolución demográfica
| Gráfica de evolución demográfica de Macomer entre 1861 y 2001 |
|                                                               |
| Fuente ISTAT - elaboración gráfica de Wikipedia               |